# Piłka siatkowa na Igrzyskach Panamerykańskich 2019 - turniej kobiet
Piłka siatkowa Igrzyskach Panamerykańskich 2019 - turniej kobiet – 17. edycja turnieju siatkarskiego kobiet, który trwał od 7 do 11 sierpnia 2019 roku. Gospodarzem turnieju było Peru, drużyny rywalizowały w Limie. W turnieju udział brało 8 reprezentacji podzielonych na dwie grupy.

## Drużyny uczestniczące[2]
| Grupa A                         | Grupa B                                        |
| ------------------------------- | ---------------------------------------------- |
| Dominikana Kolumbia Peru Kanada | Brazylia Argentyna Portoryko Stany Zjednoczone |

## Faza grupowa

### Grupa A
Tabela
| Lp. | Drużyna    | Mecze | Mecze | Mecze | Pkt | Małe punkty | Małe punkty | Małe punkty | Sety | Sety | Sety  |
| Lp. | Drużyna    | M     | W     | P     | Pkt | zdob.       | str.        | ratio       | wyg. | prz. | ratio |
| --- | ---------- | ----- | ----- | ----- | --- | ----------- | ----------- | ----------- | ---- | ---- | ----- |
| 1   | Dominikana | 3     | 3     | 0     | 14  | 252         | 212         | 1.189       | 9    | 1    | 9.000 |
| 2   | Kolumbia   | 3     | 2     | 1     | 9   | 289         | 274         | 1.055       | 7    | 5    | 1.400 |
| 3   | Peru       | 3     | 1     | 2     | 5   | 239         | 252         | 0.948       | 4    | 7    | 0.571 |
| 4   | Kanada     | 3     | 0     | 3     | 2   | 224         | 266         | 0.842       | 2    | 9    | 0.222 |

Źródło: OSPA
Punktacja: 3:0 – 5 pkt, 3:1 – 4 pkt, 3:2 – 3 pkt, 2:3 – 2 pkt, 1:3 – 1 pkt, 0:3 – 0 pkt
Zasady ustalania kolejności: 1. liczba zwycięstw, 2. liczba punktów, 3. stosunek małych punktów, 4. stosunek setów, 5. bilans w bezpośrednich meczach
     awans do półfinałów
     mecze o miejsca 5-8
| Data  | Godz. | Drużyna 1  | Wynik | Drużyna 2  | 1     | 2     | 3     | 4     | 5 | Widzów | * |
| ----- | ----- | ---------- | ----- | ---------- | ----- | ----- | ----- | ----- | - | ------ | - |
| 07.08 | 18:30 | Dominikana | 3:1   | Kolumbia   | 26:24 | 27:25 | 22:25 | 27:25 |   | 3500   |   |
| 07.08 | 20:30 | Peru       | 3:1   | Kanada     | 25:17 | 25:21 | 22:25 | 25:18 |   | 5000   |   |
| 08.08 | 18:30 | Dominikana | 3:0   | Kanada     | 25:16 | 25:22 | 25:23 |       |   | 3880   |   |
| 08.08 | 20:30 | Peru       | 1:3   | Kolumbia   | 25:21 | 22:25 | 21:25 | 22:25 |   | 5000   |   |
| 09.08 | 18:30 | Kolumbia   | 3:1   | Kanada     | 25:18 | 25:19 | 19:25 | 25:20 |   | 3025   |   |
| 09.08 | 20:30 | Peru       | 0:3   | Dominikana | 19:25 | 16:25 | 17:25 |       |   | 5331   |   |

### Grupa B
Tabela
| Lp. | Drużyna           | Mecze | Mecze | Mecze | Pkt | Małe punkty | Małe punkty | Małe punkty | Sety | Sety | Sety  |
| Lp. | Drużyna           | M     | W     | P     | Pkt | zdob.       | str.        | ratio       | wyg. | prz. | ratio |
| --- | ----------------- | ----- | ----- | ----- | --- | ----------- | ----------- | ----------- | ---- | ---- | ----- |
| 1   | Brazylia          | 3     | 2     | 1     | 10  | 215         | 182         | 1.181       | 6    | 3    | 2.000 |
| 2   | Argentyna         | 3     | 2     | 1     | 9   | 266         | 256         | 1.039       | 7    | 5    | 1.400 |
| 3   | Portoryko         | 3     | 1     | 2     | 6   | 238         | 268         | 0.888       | 5    | 7    | 0.714 |
| 4   | Stany Zjednoczone | 3     | 1     | 2     | 5   | 259         | 272         | 0.952       | 5    | 8    | 0.625 |

Źródło: OSPA
Punktacja: 3:0 – 5 pkt, 3:1 – 4 pkt, 3:2 – 3 pkt, 2:3 – 2 pkt, 1:3 – 1 pkt, 0:3 – 0 pkt
Zasady ustalania kolejności: 1. liczba zwycięstw, 2. liczba punktów, 3. stosunek małych punktów, 4. stosunek setów, 5. bilans w bezpośrednich meczach
     awans do półfinałów
     mecze o miejsca 5-8
| Data  | Godz. | Drużyna 1         | Wynik | Drużyna 2 | 1     | 2     | 3     | 4     | 5     | Widzów | * |
| ----- | ----- | ----------------- | ----- | --------- | ----- | ----- | ----- | ----- | ----- | ------ | - |
| 07.08 | 13:00 | Brazylia          | 3:0   | Portoryko | 25:16 | 25:16 | 25:15 |       |       | 2500   |   |
| 07.08 | 15:00 | Stany Zjednoczone | 2:3   | Argentyna | 17:25 | 17:25 | 25:20 | 25:18 | 10:15 | 2190   |   |
| 08.08 | 13:00 | Brazylia          | 0:3   | Argentyna | 23:25 | 19:25 | 23:25 |       |       | 3800   |   |
| 08.08 | 15:00 | Stany Zjednoczone | 3:2   | Portoryko | 25:19 | 19:25 | 21:25 | 25:16 | 15:9  | 3420   |   |
| 09.08 | 13:00 | Stany Zjednoczone | 0:3   | Brazylia  | 21:25 | 22:25 | 17:25 |       |       | 4500   |   |
| 09.08 | 15:00 | Portoryko         | 3:1   | Argentyna | 21:25 | 25:16 | 26:24 | 25:23 |       | 3890   |   |

## Mecze o miejsca 5-8

### Mecz o 7 miejsce
| Data  | Godz. | Drużyna 1 | Wynik | Drużyna 2         | 1     | 2     | 3     | 4 | 5 | Widzów | * |
| ----- | ----- | --------- | ----- | ----------------- | ----- | ----- | ----- | - | - | ------ | - |
| 10.08 | 13:00 | Kanada    | 0:3   | Stany Zjednoczone | 16:25 | 14:25 | 23:25 |   |   | 2800   |   |

### Mecz o 5 miejsce
| Data  | Godz. | Drużyna 1 | Wynik | Drużyna 2 | 1     | 2     | 3     | 4     | 5     | Widzów | * |
| ----- | ----- | --------- | ----- | --------- | ----- | ----- | ----- | ----- | ----- | ------ | - |
| 10.08 | 15:00 | Peru      | 2:3   | Portoryko | 25:22 | 18:25 | 20:25 | 25:15 | 13:15 | 5000   |   |

## Faza finałowa

### Półfinały
| Data  | Godz. | Drużyna 1  | Wynik | Drużyna 2 | 1     | 2     | 3     | 4     | 5    | Widzów | * |
| ----- | ----- | ---------- | ----- | --------- | ----- | ----- | ----- | ----- | ---- | ------ | - |
| 10.08 | 18:30 | Brazylia   | 2:3   | Kolumbia  | 25:22 | 27:25 | 14:25 | 26:28 | 9:15 | 5000   |   |
| 10.08 | 20:30 | Dominikana | 3:1   | Argentyna | 25:18 | 26:28 | 25:13 | 25:21 |      | 3250   |   |

### Mecz o 3 miejsce
| Data  | Godz. | Drużyna 1 | Wynik | Drużyna 2 | 1     | 2     | 3     | 4 | 5 | Widzów | * |
| ----- | ----- | --------- | ----- | --------- | ----- | ----- | ----- | - | - | ------ | - |
| 11.08 | 9:00  | Brazylia  | 0:3   | Argentyna | 24:26 | 20:25 | 21:25 |   |   | 3217   |   |

### Finał
| Data  | Godz. | Drużyna 1 | Wynik | Drużyna 2  | 1     | 2     | 3     | 4     | 5 | Widzów | * |
| ----- | ----- | --------- | ----- | ---------- | ----- | ----- | ----- | ----- | - | ------ | - |
| 11.08 | 11:00 | Kolumbia  | 1:3   | Dominikana | 20:25 | 25:19 | 25:27 | 16:25 |   | 4588   |   |

## Nagrody indywidualne[3]
| MVP                 | Najlepsza rozgrywająca | Najlepsze przyjmujące                 | Najlepsza atakująca | Najlepsze środkowe                   | Najlepsza libero |
| ------------------- | ---------------------- | ------------------------------------- | ------------------- | ------------------------------------ | ---------------- |
| Bethania de la Cruz | Victoria Mayer         | Bethania de la Cruz Brayelin Martínez | Lucía Fresco        | Jineiry Martínez Lisvel Eve-Castillo | Camila Gómez     |

## Klasyfikacja końcowa[4]
| Miejsce | Reprezentacja     |
| ------- | ----------------- |
| złoto   | Dominikana        |
| srebro  | Kolumbia          |
| brąz    | Argentyna         |
| 4.      | Brazylia          |
| 5.      | Portoryko         |
| 6.      | Peru              |
| 7.      | Stany Zjednoczone |
| 8.      | Kanada            |